# Deng Čangjov
Deng Čangjov (kitajsko: 邓昌友; pinjin: Deng Changyou), kitajski general, * februar 1947, Pengši, Sečuan, Kitajska.
Deng Čangjov je trenutno politični komisar Vojnega letalstva Ljudske osvobodilne vojske.
Bil je tudi član 16. in 17. centralnega komiteja Komunistične partije Kitajske.